# Albertina (Minas Gerais)
Pour les articles homonymes, voir Albertina.
Albertina est une municipalité brésilienne de l'État du Minas Gerais et la microrégion de Poços de Caldas.